# Thierry van Werveke
Thierry van Werveke (Genève, 23 oktober 1958 - Luxemburg (stad), 11 januari 2009) was een Luxemburgs acteur en zanger.

## Loopbaan
Van Werveke was de zoon van een diplomaat en maakte zijn eerste optreden in Andy Bauschs korte film Stefan. Hierdoor werd hij opgemerkt door andere regisseurs en speelde hij mee in films van Frank Feitler, Marc Olinger, Pol Cruchten en Til Schweiger. Abracadabra van Harry Cleven was zijn eerste film in het Frans.
Met zijn rol als 'Henk de Belg' in Knockin’ on Heaven’s Door werd hij bekend bij het Duitse publiek. Sindsdien speelde hij regelmatig rollen in Duitse films en televisieseries. Naast zijn filmbezigheden, was hij ook bedrijvig in het theater en als zanger van de Luxemburgse bands Nazz Nazz en Taboola Rasa.
De laatste film waarin hij te zien was, was inthierryview, die Andy Bausch als portret en hommage in 2008 maakte, nadat bekend was geworden dat Thierry van Werveke ernstig ziek was. Hij stierf begin 2009 op vijftigjarige leeftijd.

## Onderscheidingen
- 1988: Beste mannelijke acteur voor zijn rol in Troublemaker op het filmfestival van La Clusaz (Frankrijk)
- 2003: Lëtzebuerger Filmpräis als beste mannelijke acteur voor zijn rol in Le Club des Chômeurs
- 2008: Adolf-Grimmerpijs, voor zijn rol in Eine andere Liga.

## Filmografie
- inthierryview, 2008, regie: Andy Bausch
- 1 1/2 Ritter – Auf der Suche nach der hinreißenden Herzelinde|1 1/2 Ritter, 2008, regie: Til Schweiger
- Freigesprochen, 2007, regie: Peter Payer
- Perl oder Pica, 2006, regie: Pol Cruchten
- Deepfrozen, 2006, regie: Andy Bausch
- Elegant, kortfilm, 2004, regie: Daniel Wiroth
- Eine andere Liga, 2004, regie: Buket Alakuş
- La Revanche, 2004, regie: Andy Bausch
- Wolfzeit, 2002, regie: Michael Haneke
- Elefantenherz, 2001, regie: Züli Aladag
- Le Club des Chômeurs, 2001, regie: Andy Bausch
- Eduard’s Promise, regie: Andreas Wunderlich
- Auf Herz und Nieren, 2000, regie: Thomas Jahn
- Nach der Zeit, 2000, Regie: Lars Büchel
- Ein göttlicher Job, 2000, Regie: Thorsten Wettcke
- Die 3 Posträuber, 1998, regie: Andreas Prochaska
- Kai Rabe gegen die Vatikankiller, 1998, regie: Thomas Jahn
- Der Eisbär, 1998, regie: Til Schweiger
- Caipiranha, 1997, regie: Felix Dünnemann
- Back in Trouble, 1997, Regie: Andy Bausch
- Knockin’ on Heaven’s Door, 1996, regie: Thomas Jahn
- Alles nur Tarnung, 1995, regie: Peter Zingler
- Hasenjagd, 1994, regie: Andreas Gruber
- Three Shake-a-leg Steps to Heaven, 1993, regie: Andy Bausch
- Abracadabra, 1993, regie: Harry Cleven
- Die Rebellion, 1992, regie: Michael Haneke
- Hochzäitsnuecht, 1991, regie: Pol Cruchten
- Dead Flowers, 1991, Regie: Peter Ily Huemer
- De falschen Hond, 1990, regie: Marc Olinger
- Schacko Klak, 1990, regie: Paul Kieffer
- Heartbreakhotel, 1990, regie: Andy Bausch
- A Wopbopaloobop A Lopbamboom, 1989, Regie: Andy Bausch
- Troublemaker, 1988, Regie: Andy Bausch
- Gwyncilla, Legend of Dark Ages, 1986, regie: Andy Bausch
- Van Drosselstein, 1984, regie: Andy Bausch
- … der Däiwel , 1984, regie: Andy Bausch
- Die letzte Nacht, 1983, regie: Andy Bausch
- Cocaine Cowboy, 1983, regie: Andy Bausch
- Lupowitz, 1982, regie: Andy Bausch
- Stefan, 1982, regie: Andy Bausch

## Televisiewerk
- Tatort – Der Tag des Jägers, 2006, regie: Niki Stein
- Soko Köln – Alte Rechnungen, 2004, regie: Michael Schneider
- Ein krasser Deal (First Cut), 2003, regie: D. Texter, W.-R. Kuhl, T. Fürneisen
- Sperling, 2003, regie: Thomas Jahn
- Crazy Race, 2002, regie: Michael Keusch
- Tatort – Freistoß, 2001, regie: Ciro Capellari
- Tatort – Schützlinge, 2001, regie: Martin Eigler
- Die Geiseln von Costa Rica, 1999, regie: Uwe Janson
- Hamburg – Stadt in Angst, 1999, regie: Daniel Helfer
- Helicops, 1999, regie: Andy Bausch
- Balko, 1999, regie: Andy Bausch
- Wolffs Revier – Ein grosses Ding, 1998, regie: Bernd Schadewald
- Mondseecops, 1997, regie: Jörg Grünler
- Geisterjäger John Sinclair, 1996, regie: Klaus Knoesel
- Der Venusmörder, 1996, regie: Dominik Othenin Girard
- Ex und Hopp, 1990, regie: Andy Bausch

## Discografie
- Nazz Nazz – His Bastard’s Noise, 2003
- Thierry van Werveke & Taboola Rasa, 1999, MASKéNADA
- Nazz Nazz – Mad Man, 1996
- Nazz Nazz – Stay Aboard, 1990

## Over Thierry van Werveke
- The very last Cha-cha-cha, 1999, regie Andy Bausch